# Christoph von Röder
Christoph von Röder,  auch Rödern (6. April 1618 – 2. Februar 1679), war preußischer Obermarschall.

## Leben

### Herkunft und Familie
Christoph von Röder war Angehöriger der preußischen Linie derer von Röder. Seine Eltern waren Erhard von Röder und Esther, geborene von Polenz. Er vermählte sich mit Anna Magdalena von Rappe aus dem Hause Angerapp. Aus der Ehe sind wenigstens drei Söhne und eine Tochter hervorgegangen:
- Christoph Arend von Röder (1661–1725), Tribunalsrat, Hauptmann zu Balga, Präsident des Samländischen Konsistoriums,[2] ⚭ 1694 Catharina Elisabeth von Krummensee[1]
- Erhard Ernst von Röder (1665–1743), preußischer Generalfeldmarschall, ⚭I 1712 Elisabeth, geborene Freiin Rübel von Biberach, verwitwete von Graevenitz; ⚭II 1737 Anna Sophie Agnes von Buddenbrock
- Louise von Röder, ⚭ 1682 Hans Ehrentreich von Diepow[1]
- Johann Dietrich von Roeder (1672–1748), preußischer Vizepräsident und Hofrichter[2]

### Werdegang
Röder wurde 1654 zunächst Landrat und 1661 Tribunalsrat. Er war 1663 Oberkastner und seit dem 4. Februar 1664 Hauptmann von Labiau. Am 1. März noch im selben Jahr wurde er Vogt zu Fischhausen. Am 4. Juli 1667 wechselte er als Landvogt nach Schaacken. Schließlich wurde er am 2. April 1678 zum Oberrat und Obermarschall des Herzogtums Preußen ernannt.
Röder war Erbherr auf Metgethen und Tranckwitzhoefen.